# Sterna acuticauda
El charrán ventrinegro (Sterna acuticauda) es una especie de ave marina de la familia de los estérnidos (anteriormente subfamilia de la familia Laridae), perteneciente al género Sterna. Se encuentra cerca de los grandes ríos en el sur de Asia.